# Международный стандартный книжный номер
Международный стандартный книжный номер (англ. International Standard Book Number, сокращённо — англ. ISBN) — уникальный номер книжного издания, необходимый для распространения книги в торговых сетях и автоматизации работы с изданием. Наряду с индексами библиотечно-библиографической классификации (ББК), универсальной десятичной классификации (УДК) и авторским знаком, международный стандартный книжный номер является частью так называемого издательского пакета.
Стандарт был разработан в Великобритании в 1966 году на базе девятизначного стандартного книжного номера (англ. Standard Book Numbering code, сокращённо — англ. SBN code) Гордона Фостера (англ. Gordon Foster). В 1970 году с небольшим изменением был принят как международный стандарт ISO 2108. С 1 января 2007 года введён новый стандарт международного стандартного книжного номера — 13-значный, совпадающий со штрихкодом.
Существует также подобный стандарт ISSN (International Standard Serial Number) для периодических изданий.
В СССР международный стандартный книжный номер используется с 1987 года, после распада Советского Союза его бывшие союзные республики администрируют присвоение ISBN на своей территории самостоятельно (например, Беларусь — с 1993 года).

## Состав номера

Номер ISBN, где:
978 — префикс EAN.UCC;
3 — номер регистрационной группы;
16 — номер регистранта;
148410 — номер издания;
0 — контрольная цифра.

Идентификаторы изданиям присваивают национальные агентства в области международной стандартной нумерации книг. В России до 9 декабря 2013 года этим занималась Российская книжная палата, в Беларуси — Национальная книжная палата, на Украине — Книжная палата Украины, в Казахстане — Книжная палата Республики Казахстан. Международные стандартные книжные номера, присвоенные книгам до 2006 года издания включительно, состоят из аббревиатуры международного стандартного книжного номера (независимо от языка издания) и десяти символов, разделённых дефисом или пробелом на четыре поля переменной длины:
- страна происхождения или группа стран, объединённая языком издания; присваивается Международным агентством ISBN. Число цифр в идентификаторе группы зависит от объёмов выпуска книжной продукции (может быть больше одной), например: 0 и 1 — группа англоязычных стран, 2 — франкоязычных, 3 — немецкий, 4 — японский, 5 — русскоязычные страны (некоторые страны бывшего СССР, Россия), 7 — китайский язык, 80 — Чехия и Словакия, 600 — Иран, 953 — Хорватия, 966 — Украина, 985 — Республика Беларусь, 9956 — Камерун, 99948 — Эритрея. В целом, группам присвоены номера 0—5, 7, 80—94, 600—649, 950—993, 9940—9989, и 99900—99999[4];
- код издательства; присваивается Национальным агентством ISBN, при этом учитывается количество изданий, которое издатель намерен выпустить в свет. Более крупным издателям присваивается более короткий номер, чтобы сделать доступным больше знаков для нумерации изданий (суммарная длина номеров издателя и издания для ISBN, присваиваемого российским агентством, составляет восемь цифр)[5];
- уникальный номер издания (в России — от 6 до 1 знака);
- контрольная цифра (от 0 до 10: арабская от 0 до 9 и римская X — для 10); служит для проверки правильности числовой части ISBN. Расчёт производит национальное агентство ISBN.

Пример расчёта контрольной цифры
Для 10-значного номера ISBN 2-266-11156-?:
| Код ISBN     | 2  | 2  | 6  | 6  | 1 | 1 | 1 | 5  | 6  | 6 |
| Коэффициент  | 10 | 9  | 8  | 7  | 6 | 5 | 4 | 3  | 2  | 1 |
| Произведение | 20 | 18 | 48 | 42 | 6 | 5 | 4 | 15 | 12 | 6 |

Сумма произведений (цифры кода на коэффициент) составляет
{\displaystyle {\begin{aligned}&(2\times 10)+(2\times 9)+(6\times 8)+(6\times 7)+(1\times 6)+(1\times 5)+(1\times 4)+(5\times 3)+(6\times 2)=\\&=20+18+48+42+6+5+4+15+12=170\\\end{aligned}}}
Тогда остаток от деления этого числа на 11 равен
{\displaystyle 170{\bmod {\ }}11=5}
Контрольная цифра
{\displaystyle 11-5=6}
Полный номер ISBN: 2-266-11156-6.
Проверка правильности контрольной цифры — суммировать произведение всех цифр кода на соответствующий коэффициент
{\displaystyle {\begin{aligned}&(2\times 10)+(2\times 9)+(6\times 8)+(6\times 7)+(1\times 6)+(1\times 5)+(1\times 4)+(5\times 3)+(6\times 2)+(6\times 1)=\\&=20+18+48+42+6+5+4+15+12+6=176\\\end{aligned}}}
Результат должен быть кратным 11
{\displaystyle 176{\bmod {\ }}11=0}
С 1 января 2007 года введён новый стандарт ISBN — 13-значный, также представленный штрихкодом. Все ранее присвоенные ISBN (из 10 цифр) однозначно конвертируются в новые (978 + первые 9 цифр старого ISBN + контрольная цифра, рассчитанная по EAN-13. Выделен ещё один префикс — 979.).
ISBN-10: 2-266-11156-6
ISBN-13: 978-2-266-11156-0
Некоторым книгам присвоен 10-значный eISBN, эквивалентный как ISBN10, так и ISBN13 (полученному префиксом 978 к ISBN10, без конверсии ISBN10 в ISBN13).

## Ответственность
Присоединение к системе ISBN обязует издателя на:
- присвоение, размещение, форму приведения ISBN в издании;
- использование только тех ISBN, которые даны Национальным агентством ISBN;
- информирование Национального агентства ISBN об использованных номерах, об изменении названия или юридического адреса, об остановке деятельности;
- своевременное получение нового номера регистранта в случае смены названия издательства и в других случаях, предусмотренных в системе ISBN;

и накладывает на издателя ответственность за:
- несанкционированное использование ISBN другого издательства для своих изданий;
- несанкционированную передачу ISBN другому издательству.

## Дополнительная информация

Логотип Международного агентства ISBN

ISBN является обязательным элементом выходных данных. В России по ГОСТ Р 7.0.53-2007 его помещают в нижнем левом углу оборота титульного листа или в нижней левой части совмещенного титульного листа. Каждая новая книга, каждое её переиздание, перевод на иной язык или выпуск в новом оформлении должны иметь свой международный стандартный номер.
На издании могут стоять два и более международных стандартных книжных номера, если это:
- многотомное издание (номер тома и номер издания);
- совместное издание (номера каждого издателя с указанием в круглых скобках их наименования после соответствующего международного стандартного книжного номера);
- издание, впервые выходящее в переводе (номер перевода и номер оригинала с указанием в круглых скобках сведений о языке после соответствующего ISBN);
- комплектное издание, то есть собранное в папку, футляр или заключенное в общую обложку (собственный и международный стандартный книжный номер, общий для всего комплекта)[5].

ISBN позволяет вести оперативный поиск информации о конкретном издании в различных информационных ресурсах, совершенствовать заказ книг, вести контроль над их продажами.
Сведения об издателе (названия, идентификаторы ISBN, адресные данные, специализация) передаются в Международное агентство ISBN для выпуска Международного указателя издательств и издающих организаций (англ. Publishers’ International ISBN Directory).
В Российской Федерации выдачей ISBN заведует Федеральное государственное учреждение науки «Российская книжная палата». Выдача ISBN осуществляется на возмездной основе и на январь 2025 года стоимость составляла 3960 рублей.

## Ограничения
Международная стандартная нумерация книг не распространяется:
- на периодические и продолжающиеся (сериальные) издания (журналы, газеты, бюллетени, периодически продолжающиеся сборники, нумерованные ежегодники);
- предназначенные для временного использования печатные издания (рекламные, раздаточные материалы, программы мероприятий, календарные планы, календари, не являющиеся изданиями книжного типа, товаросопроводительные документы);
- издания с любыми ограничительными пометками;
- листовые издания;
- нотные издания;
- изоиздания;
- картографические издания (кроме атласов);
- авторефераты диссертаций;
- препринты;
- отдельные издания нормативно-технических документов (патенты, стандарты, прейскуранты);
- конспекты лекций, учебные программы и планы, издания в карточной форме.